# Leysiefen
Leysiefen ist eine aus einer Hofschaft hervorgegangene Ortschaft in der Stadt Leichlingen (Rheinland) im Rheinisch-Bergischen Kreis.

## Lage und Beschreibung
Leysiefen liegt im Tal der Wupper nordöstlich des Leichlinger Zentrums in der naturräumlichen Einheit Unteres Wuppertal. Der nahe Fluss bildet die Stadtgrenze zu Solingen. Der am Waldrand liegende Ort grenzt an das Naturschutzgebiet Wupperhänge mit Seitensiefen und der Wupper nördlich Witzhelden und Leichlingen.
Nachbarorte sind Haus Nesselrath, Altenhof, Kempen, Diepenbroich, Oberschmitte, Dierath, Hohlenweg und Pohligshof auf Leichlinger und jenseits der Wupper Wipperaue, Wippe, Wipperkotten, Hintenmeiswinkel, Friedrichshöhe, Friedrichsaue und Friedrichstal auf Solinger Stadtgebiet.
Bei dem Ort befindet sich in einem Waldstück an der Wupper die Burgruine Motte Zoppesmur.

## Geschichte

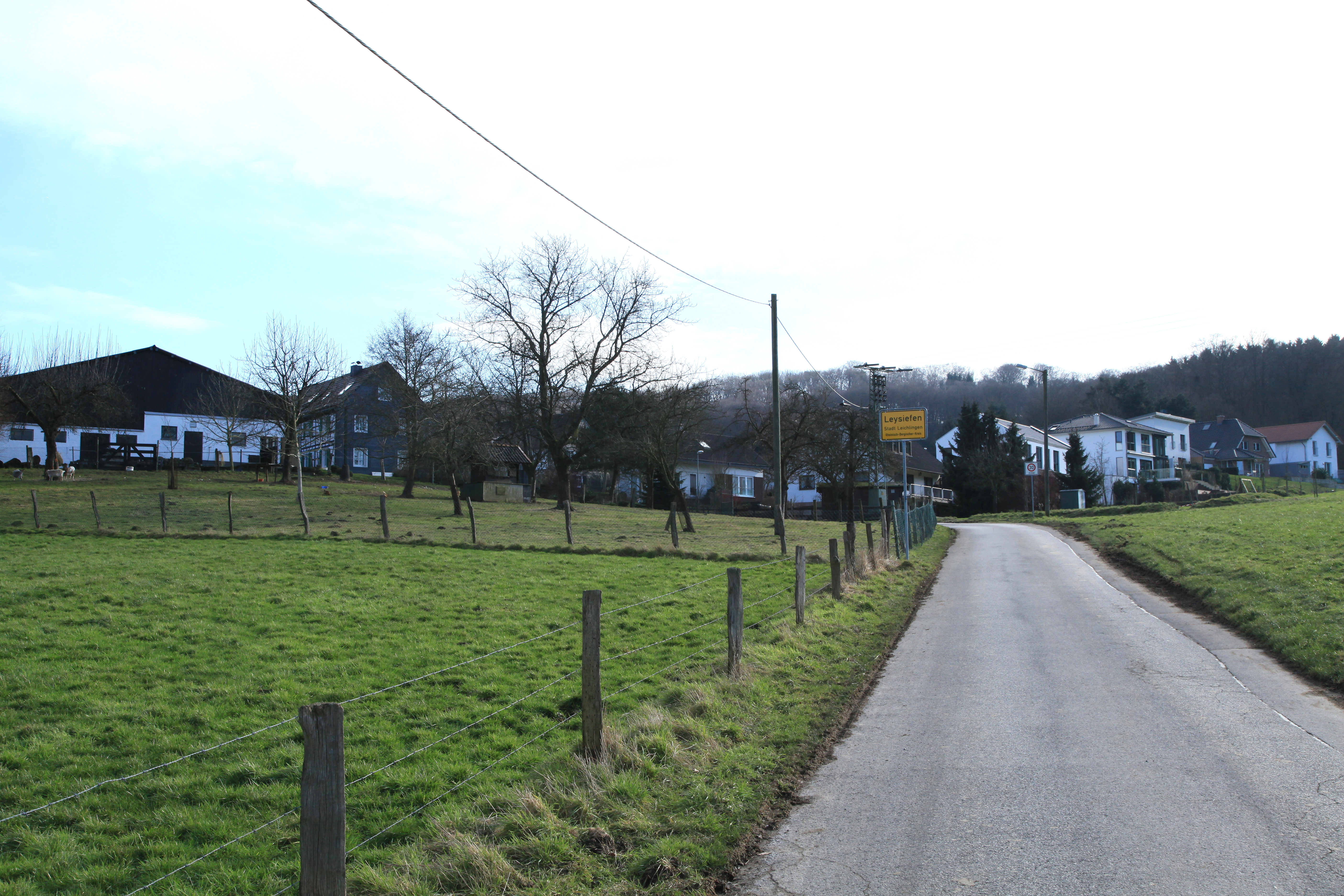
Ortseingang von Leyseifen

Leysiefen wurde erstmals im Jahr 1280 als Leyginsyphen urkundlich erwähnt, 1281 als Legensife und de Leinsippen. Der Ortsname setzt sich dabei aus den Worten as. Leia, ahd. leige (= Schieferfels) und Siefen (Wortherkunft siehe dort) zusammen. Die Namensbedeutung lautet also felsiges Bachtal.
Die Karte Topographia Ducatus Montani aus dem Jahre 1715 zeigt drei Höfe unter dem Namen Leysivenhof. Im 18. Jahrhundert gehörte der Ort zum Kirchspiel Leichlingen im bergischen Amt Miselohe. Die Topographische Aufnahme der Rheinlande von 1824 und die Preußische Uraufnahme von 1844 verzeichnen den Ort beide als Leisiefen.
1815/16 lebten 17 Einwohner im Ort. 1832 gehörte Leysiefen unter dem Namen Leisiefer der Bürgermeisterei Leichlingen an. Der laut der Statistik und Topographie des Regierungsbezirks Düsseldorf als Hofstadt kategorisierte Ort besaß zu dieser Zeit drei Wohnhäuser und fünf landwirtschaftliche Gebäude. Zu dieser Zeit lebten 23 Einwohner im Ort, davon zwei katholischen und 21 evangelischen Glaubens.
Im Gemeindelexikon für die Provinz Rheinland werden 1885 zehn Wohnhäuser mit 69 Einwohnern angegeben. 1895 besitzt der Ort zehn Wohnhäuser mit 66 Einwohnern, 1905 elf Wohnhäuser und 58 Einwohner.